# Simon Schaffer
Pour les articles homonymes, voir Schaffer.
Simon Schaffer (né le 1er janvier 1955 à Southampton, Angleterre) est un historien et philosophe des sciences britannique. Il enseigne à l'université de Cambridge.

## Biographie
Après avoir étudié aux universités de Cambridge et Harvard, il a enseigné à l'Imperial College London et à l'université de Californie à Los Angeles (UCLA). Il est l'auteur avec Steven Shapin de Leviathan and the Air-Pump: Hobbes, Boyle, and the Experimental Life (1985), un ouvrage qui fait date en histoire des sciences et qui s'est mérité le Erasmus Prize en 2005. Parallèlement à ses recherches, il a été présentateur sur la BBC, notamment pour les documentaires intitulés Light Fantastic diffusés sur BBC4 en 2006.
Ses travaux ont eu une influence notamment sur les Science Studies, de même que sur les travaux de Bruno Latour et la théorie de l'acteur-réseau.

## Publications
- (en) avec Steven Shapin, Leviathan and the air-pump: Hobbes, Boyle, and the experimental life, including a translation of Thomas Hobbes, Dialogus physicus de natura aeris by Simon Schaffer, Princeton, N.J. ; Chichester : Princeton University Press, 1985.
- (en) avec David Gooding et Trevor Pinch (éd.), The uses of experiment: studies in the natural sciences, Cambridge : Cambridge University Press, 1989.
- (en) avec Michael Hunter (éd.), Robert Hooke: new studies, Woodbridge : Boydell, 1989.
- (en) avec Menachem Fisch (éd.), William Whewell: a composite portrait, Oxford : Clarendon Press, 1991.
- (en) From physics to anthropology: and back again, Prickly Pear Press, 1994.
- (en) avec William Clark et Jan Golinski (éd.), The sciences in enlightened Europe, Chicago ; Londres : University of Chicago Press, 1999.
- (en) avec Lissa Roberts, Kapil Raj et James Delbourgo (éd.), The brokered world: go-betweens and global intelligence, Sagamore Beach, MA : Science History Publications, 2009.
- La Fabrique des sciences modernes, trad. de Stéphane Van Damme, Loïc Marcou, Frédérique Aït Touati, Paris, Éditions du Seuil, coll. « Science ouverte », 2014, 448 p.  (ISBN 978-2-02-103616-9)